# Las Catilinarias

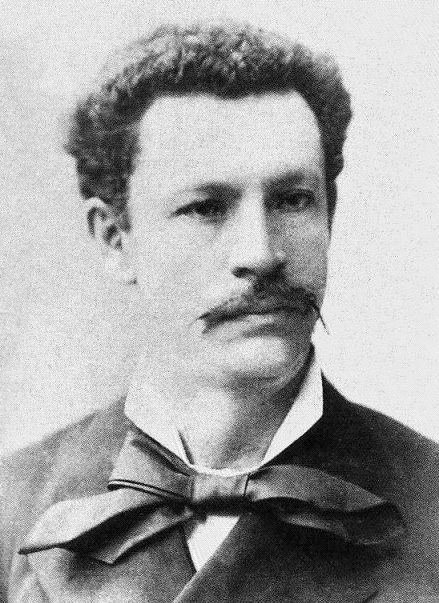
Juan Montalvo.

Las Catilinarias  forman un conjunto de doce ensayos publicados por el escritor ecuatoriano Juan Montalvo en Ecuador  entre 1880 y 1882. 
Estos escritos tenían como finalidad realizar una crítica hacia el dictador Ignacio de Veintemilla, general que ocupaba el poder en Ecuador desde 1876.

## Origen de la obra
Montalvo tuvo la oportunidad de conocer bien a Ignacio de Veintemilla durante el destierro de ambos en Shumiral. El escritor ambateño era retraído, mesurado y falto de tacto social, aparte de que estaba acosado a diario por la pobreza. Por el contrario, Veintemilla era extremadamente sociable, daba rienda suelta a sus vicios y le despreocupaba el dinero, pues lo recibía de casa. Así, nació de Montalvo un inmenso desprecio hacia el general quiteño.
Durante el gobierno de Antonio Borrero Cortázar, se le confió la zona militar del Guayas a Veintemilla. El 8 de septiembre de 1876 el general quiteño se declaró “Jefe Supremo” y depuso al entonces mandatario, a pesar de que el 30 de agosto del mismo año le había manifestado su lealtad y servicio a través de una carta. Montalvo, con serenidad y mesura, criticó los acontecimientos, razón por la cual Veintemilla mandó a apresarlo en horas de la madrugada, para luego desterrarlo a Panamá.
Gracias a la presión de Pedro Carbo, pudo Montalvo regresar al Ecuador, donde permaneció alejado de la oposición activa. Sin embargo, reanudó su lucha política tras los asesinatos por envenenamiento del Arzobispo Checa de Quito, en julio de 1877,  y de Vicente Piedrahíta, en septiembre del mismo año, atribuidos por la opinión pública a Veintemilla. En varios panfletos dio a conocer los males que trae consigo una dictadura y abogó por la libertad de Eloy Alfaro, convirtiéndose pronto en el centro de la oposición. Consciente del peligro que corría como opositor, decidió abandonar el país, rumbo a Ipiales. Podría conjeturarse Montalvo ya había comenzado a escribir Las Catilinarias con anterioridad a este exilio, posiblemente en Ambato o Baños, continuando su obra en Ipiales.
Montalvo consideró que Ipiales no era el lugar apropiado para la publicación de su obra y viajó a Panamá. Allí, gracias al apoyo de Alfaro, publicó su primera catilinaria a comienzos de 1880. Durante ese año publicó cuatro más, y algunos periódicos hispanoamericanos reprodujeron trozos de las Catilinarias, como es el caso de "La Patria", de Bogotá, "La Estrella", de la ciudad de Panamá, entre otros. En enero de 1882 se publicó la duodécima y última catilinaria.

## Contenido
Durante los doce ensayos que componen la obra, Montalvo va realizando una despiadada crítica a la figura de Veintemilla al que tacha de inculto y salvaje. Va elaborando también una descripción de la sociedad ecuatoriana de su tiempo, sin ahorrar críticas a otros políticos o a sectores del clero. Encontramos además numerosas referencias a la sociedad europea de la época, que Montalvo conocía muy bien por haber residido varios años en España y Francia. También son frecuentes las citas a obras literarias y a episodios mitológicos para completar la crítica a Veintemilla.
El título lo toma de Cicerón y su famosa perorata hacia Catilina ("¿Hasta cuándo Catilina, abusarás de nuestra paciencia?"); extrapolándola la política ecuatoriana; algo así como arengado y preguntando a Ignacio de Veintemilla: "¿Hasta cuándo Ignacio, abusarás de nuestra paciencia?". Cada capítulo contiene, a su vez, "el mote de la empresa de Don Fernando el Católico": "Tanto monta, monta tanto".

### Temas tratados
La primera catilinaria trata de la libertad, las leyes, la disciplina y el orden, a la vez que, muy sagazmente, da lecciones léxicas al discutir algunos fenómenos fonéticos o al exponer palabras mal usadas. En la segunda define lo que es tirano y tiranía. En la tercera instiga a que el pueblo, especialmente el de Guayaquil, se levante y deponga al gobierno. Hace también un recuento de los dictadores hispanoamericanos. La cuarta catilinaria acomete contra Urbina y Borrero. La quinta catilinaria es moralista; dice Montalvo que "Cada vicio es una caída del hombre" y luego analiza algunos de ellos. En la sexta, Montalvo defiende el propósito de su obra, y discute el concepto de civilización y barbarie.
En la séptima catilinaria, con espíritu didáctico, presenta las ventajas de la educación, y analiza el sistema educativo, comparándolo con aquel de otros países. Nota que "el clero ha sido factor positivo en el desarrollo de la educación en muchos países, mas no en el Ecuador donde por el contrario ha servido de óbice al desarrollo libre del pensamiento". Termina esta catilinaria reproduciendo un discurso de su autoría en el que se aboga por los derechos de la mujer. En la octava, además de continuar tratando el tema de la educación, se preocupa de recalcar los bienes de la cultura. En la novena se refiere a los centros de educación. En la décima y undécima enviste con fervor contra Borrero. En la última catilinaria discurre sobre las edades, elogia la juventud, e instruye al soldado con agudo proselitismo de ganarse la voluntad de éste para derrocar al gobierno.

### Sobre Ignacio de Veintimilla
Montalvo procuraba ser justo y no acusaba a sus adversarios de delitos que no cometieron. Por poner un ejemplo, cuando se enteró en Ipiales de rumores de un asalto a los fondos públicos, por parte de Veintemilla, escribió a su fraternal amigo Rafael Portilla: "Es preciso que seamos exactos en los cargos: deseo saber a ciencia cierta qué hay en esto, con las cantidades fijas. No olvide por nada este punto ni lo exajeren [sic], ni lo desfiguren".
Entre los numerosos pasajes de esta obra que vituperan a Veintemilla, podemos destacar la segunda catilinaria. Montalvo distingue entre los tiranos y los simples malhechores, afirmando que Veintemilla pertenece a este segundo grupo, por las cosas que hace y sus cualidades de bribón. Luego se refiere a los pecados capitales, indicando que Veintemilla sufre de cada uno de ellos:

Soberbio: Si un animal pudiera rebelarse contra el Altísimo, él se revelará, y fuera a servir de rufián a Lucifer. “Yo y Pío IX”, “yo y Napoleón”, éste es su modo de hablar. (Catilinarias, p. 24)

Avaricia: Dicen que ésta es pasión de los viejos, pasión ciega, arrugada, achacosa: excrecencia de la edad, sedimento de la vida, sarro ignorable que cría en las paredes de esa vasija rota y sucia que se llama vejez. Y este sarro pasa al alma, se aferra sobre ella y le sirve de lepra. Ignacio Veintemilla no es viejo todavía; pero ni amor ni ambición en sus cincuenta y siete años de cochino: todo en él es codicia; codicia tan propasada, tan madura, que es avaricia, y él, su augusta persona, el vaso cubierto por el sarro de las almas puercas. (Catilinarias, p. 25)

Lujuria: El sueño, suyo es; no hay sol ni luz para este desdichado: aurora, mañana, mediodía, todo se lo duerme. Si se despierta y levanta a las dos de la tarde, es para dar rienda floja a los otros abusos de la vida, para lo único que necesita claridad, pues su timbre es ofender con ellos a los que lo rodean. Da bailes con mujeres públicas, y se le ha visto al infame introducir rameras a su alcoba, rompiendo por la concurrencia de la sala. (Catilinarias, p. 26)

Ira: La serpiente no se hincha y enciende como ese basilisco. Un día un oficial se había tardado cinco minutos más de lo que debiera: presentóse el joven, ceñida la espalda, a darle cuenta de su comisión: verle, saltar sobre él, hartarle de bofetones, fue todo uno. La ira, en forma de llama infernal, volaba de sus ojos; en forma de veneno fluía de sus labios. Y se titulaba jefe supremo el miserable: jefe supremo que se va a las manos, y da de coces a un subalterno que no puede defenderse! Viéndole están allí, en Quito: eso no es gente; es arsénico amasado por las furias a imagen de Calígula. (Catilinarias, pp. 26-27)

Gula: Ignacio Veintemilla da soga al que paladea un bocadito delicado, tiene por flojos a los que gustan de la leche, se ríe su risa de caballo cuando ve a uno saborear un albérchigo de entrañas encendidas: carne el primer plato, carne el segundo, carne el tercero; diez, veinte, treinta carnes. ¿Se llenó? ¿Se hartó? Vomita en el puesto, desocupa la andarga, y sigue comiendo para beber, y sigue bebiendo para comer. (Catilinarias, p. 28)

Envidia: Ignacio Veintemilla, más rey y más inteligente que ese monarca, no la abraza. Censura a Bolívar, moteja a Rocafuerte, le da una cantaleta a Olmedo. La ignorancia, la ignorancia suprema, es bestia apocalíptica: el zafio estampa su nombre, sin tener conocimiento ni de los caracteres; no sabe más, y hace sanquintines en los hombres de entender y de saber. Que se haya burlado de mí, cogiéndome puntos en El regenerador, riéndose de mis disparates, estaría hasta puesto en razón; pero, afirma que si él hubiera estado en Junín la cosa hubiera sido de otro modo; que Sucre triunfó en Ayacucho por casualidad, no porque hubiese dado la batalla conforme a las reglas del arte; que Napoleón I perdió la corona por falta de diplomacia, y otras de estas. (Catilinarias, p. 29)

Pereza: Ignacio Veintemilla cultiva la pereza con actividad y sabiduría; es jardinero que cosecha las manzanas de ceniza de las riberas del Asfáltico. Ese hombre imperfecto, ese monte de carne echado en la cama, derramándosele el cogote a uno y otro lado por fuera del colchón, es el mar Muerto que parece estar durmiendo eternamente, sin advertencia a la maldición del Señor que pesa sobre él. Su sangre medio cuajada, negruzca, lenta, es el betún cuyos vapores quitan la vida a las aves que pasan sobre el lago del Desierto. Los ojos chiquitos, los carrillos enormes, la boca siempre húmeda con esa baba que le está corriendo por las esquinas: respiración fortísima, anhélito que semeja el resuello de un animal montés; piernas gruesas, canillas lanudas, adornadas de trecho en trecho con lacras o costurones inmundos; barriga descomunal, que se levanta en curva delincuente, a modo de preñez adúltera; manazas de gañán, cerradas aún en sueños, como quienes estuvieran apretando el hurto consumado con amor y felicidad; la uña, cuadrada en su base, ancha como la de Monipodio, pero crecida en punta simbólica, a modo de empresa sobre la cual pudiera campear este mote sublime: Rompe y rasga, coge y guarda. Este es Ignacio Veintemilla, padre e hijo de la pereza, por obra de un misterio cuyo esclarecimiento quedará hecho cuando la ecuación entre los siete pecados capitales y las siete virtudes que los contrarían quede resuelta. (Catilinarias, pp. 32-33)

## Trascendencia
Se dice que Miguel de Unamuno llegó a asegurar que un pasaje de la sexta catilinaria le hizo temblar hasta las últimas raicillas de su alma, al extremo de que se le asomaron las lágrimas: "Desgraciado el pueblo donde los jóvenes son humildes con el tirano, donde los estudiantes no hacen temblar al mundo!". También, al recordar su lectura de esta obra, expresó:

Cogí "Las Catilinarias" de Montalvo, por lo excesivamente literario del título ciceroniano, ya que el término se ha hecho vulgar desprendiéndose de su etimología, y empecé a devorarlas. Iba saltando líneas, iba desechando literatura erudita; iba esquivando artificio retórico. Iba buscando los insultos tajantes y sangrantes. Los insultos, ¡sí!, los insultos; los que llevan el alma ardorosa y generosa de Montalvo.

Benjamín Carrión, al referirse a Las Catilinarias comentó:

Es difícil encontrar, en cualquier literatura, un logro tan cabal del improperio; un poder de látigo restallante tan fuerte; una eficacia moral de bofetada como los conseguidos por don Juan Montalvo en "Las Catilinarias". Pero es más difícil también que esos insultos estén revestidos de mayor nobleza, de más castiza corrección literaria, de mayor señorío mental. El secreto montalvino está en su capacidad de unir la ira y el desdén.